# Finał Grand Prix w łyżwiarstwie figurowym
Finał Grand Prix w łyżwiarstwie figurowym – międzynarodowe zawody finałowe cyklu Grand Prix w łyżwiarstwie figurowym seniorów i juniorów organizowanych od 1995 r. przez Międzynarodową Unię Łyżwiarską. W jego trakcie rozgrywane są zawody w jeździe indywidualnej kobiet i mężczyzn oraz par sportowych i tanecznych.
Finał Grand Prix nie jest oficjalną imprezą mistrzowską ISU, ale jest uważana jako drugie najważniejsze zawody w sezonie zaraz po mistrzostwach świata i przed mistrzostwami europy i czterech kontynentów. Finał Grad Prix najczęściej rozgrywany jest w połowie grudnia.

## Zasady kwalifikacji
Finał Grand Prix podsumowuje cykl zawodów Grand Prix podczas których zawodnicy zbierają punkty umożliwiające im kwalifikację do finału i walkę o medal całego cyklu. Kwalifikację zdobywa sześciu najlepszych zawodników/duetów w każdej z kategorii, czyli w jeździe indywidualnej kobiet i mężczyzn oraz par sportowych i tanecznych.

## Medaliści

### Soliści
| Rok  | Miasto                                     | Złoto                                      | Srebro                                     | Brąz                                       | Źr.                                        |
| ---- | ------------------------------------------ | ------------------------------------------ | ------------------------------------------ | ------------------------------------------ | ------------------------------------------ |
| 1995 | Paryż                                      | Aleksiej Urmanow                           | Elvis Stojko                               | Éric Millot                                |                                            |
| 1996 | Hamilton                                   | Elvis Stojko                               | Todd Eldredge                              | Aleksiej Urmanow                           |                                            |
| 1997 | Monachium                                  | Ilja Kulik                                 | Elvis Stojko                               | Todd Eldredge                              |                                            |
| 1998 | Petersburg                                 | Aleksiej Jagudin                           | Aleksiej Urmanow                           | Jewgienij Pluszczenko                      |                                            |
| 1999 | Lyon                                       | Jewgienij Pluszczenko                      | Elvis Stojko                               | Timothy Goebel                             |                                            |
| 2000 | Tokio                                      | Jewgienij Pluszczenko                      | Aleksiej Jagudin                           | Matthew Savoie                             |                                            |
| 2001 | Kitchener                                  | Aleksiej Jagudin                           | Jewgienij Pluszczenko                      | Timothy Goebel                             |                                            |
| 2002 | Petersburg                                 | Jewgienij Pluszczenko                      | Ilja Klimkin                               | Brian Joubert                              |                                            |
| 2003 | Colorado Springs                           | Emanuel Sandhu                             | Jewgienij Pluszczenko                      | Michael Weiss                              |                                            |
| 2004 | Pekin                                      | Jewgienij Pluszczenko                      | Jeffrey Buttle                             | Daisuke Takahashi                          | [ 1 ]                                      |
| 2005 | Tokio                                      | Stéphane Lambiel                           | Jeffrey Buttle                             | Nobunari Oda                               | [ 2 ]                                      |
| 2006 | Petersburg                                 | Brian Joubert                              | Daisuke Takahashi                          | Nobunari Oda                               | [ 3 ]                                      |
| 2007 | Turyn                                      | Stéphane Lambiel                           | Daisuke Takahashi                          | Evan Lysacek                               | [ 4 ]                                      |
| 2008 | Goyang                                     | Jeremy Abbott                              | Takahiko Kozuka                            | Johnny Weir                                | [ 5 ]                                      |
| 2009 | Tokio                                      | Evan Lysacek                               | Nobunari Oda                               | Johnny Weir                                | [ 6 ]                                      |
| 2010 | Pekin                                      | Patrick Chan                               | Nobunari Oda                               | Takahiko Kozuka                            | [ 7 ]                                      |
| 2011 | Québec                                     | Patrick Chan                               | Daisuke Takahashi                          | Javier Fernández                           | [ 8 ]                                      |
| 2012 | Soczi                                      | Daisuke Takahashi                          | Yuzuru Hanyū                               | Patrick Chan                               | [ 9 ]                                      |
| 2013 | Fukuoka                                    | Yuzuru Hanyū                               | Patrick Chan                               | Nobunari Oda                               | [ 10 ]                                     |
| 2014 | Barcelona                                  | Yuzuru Hanyū                               | Javier Fernández                           | Siergiej Woronow                           | [ 11 ]                                     |
| 2015 | Barcelona                                  | Yuzuru Hanyū                               | Javier Fernández                           | Shōma Uno                                  | [ 12 ]                                     |
| 2016 | Marsylia                                   | Yuzuru Hanyū                               | Nathan Chen                                | Shōma Uno                                  | [ 13 ]                                     |
| 2017 | Nagoya                                     | Nathan Chen                                | Shōma Uno                                  | Michaił Kolada                             | [ 14 ]                                     |
| 2018 | Vancouver                                  | Nathan Chen                                | Shōma Uno                                  | Cha Jun-hwan                               | [ 15 ]                                     |
| 2019 | Turyn                                      | Nathan Chen                                | Yuzuru Hanyū                               | Kévin Aymoz                                | [ 16 ]                                     |
| 2020 | Zawody odwołano z powodu pandemii COVID-19 | Zawody odwołano z powodu pandemii COVID-19 | Zawody odwołano z powodu pandemii COVID-19 | Zawody odwołano z powodu pandemii COVID-19 | Zawody odwołano z powodu pandemii COVID-19 |
| 2021 | Zawody odwołano z powodu pandemii COVID-19 | Zawody odwołano z powodu pandemii COVID-19 | Zawody odwołano z powodu pandemii COVID-19 | Zawody odwołano z powodu pandemii COVID-19 | Zawody odwołano z powodu pandemii COVID-19 |
| 2022 | Turyn                                      | Shōma Uno                                  | Sōta Yamamoto                              | Ilia Malinin                               | [ 17 ]                                     |
| 2023 | Pekin                                      | Ilia Malinin                               | Shōma Uno                                  | Yuma Kagiyama                              | [ 18 ]                                     |
| 2024 | Grenoble                                   | Ilia Malinin                               | Yuma Kagiyama                              | Shun Sato                                  | [ 19 ]                                     |

### Solistki
| Rok  | Miasto                                     | Złoto                                      | Srebro                                     | Brąz                                       | Źr.                                        |
| ---- | ------------------------------------------ | ------------------------------------------ | ------------------------------------------ | ------------------------------------------ | ------------------------------------------ |
| 1995 | Paryż                                      | Michelle Kwan                              | Irina Słucka                               | Josée Chouinard                            |                                            |
| 1996 | Hamilton                                   | Tara Lipinski                              | Michelle Kwan                              | Irina Słucka                               |                                            |
| 1997 | Monachium                                  | Tara Lipinski                              | Tanja Szewczenko                           | Marija Butyrska                            |                                            |
| 1998 | Petersburg                                 | Tatiana Malinina                           | Marija Butyrska                            | Irina Słucka                               |                                            |
| 1999 | Lyon                                       | Irina Słucka                               | Michelle Kwan                              | Marija Butyrska                            |                                            |
| 2000 | Tokio                                      | Irina Słucka                               | Michelle Kwan                              | Sarah Hughes                               |                                            |
| 2001 | Kitchener                                  | Irina Słucka                               | Michelle Kwan                              | Sarah Hughes                               |                                            |
| 2002 | Petersburg                                 | Sasha Cohen                                | Irina Słucka                               | Wiktorija Wołczkowa                        |                                            |
| 2003 | Colorado Springs                           | Fumie Suguri                               | Sasha Cohen                                | Shizuka Arakawa                            |                                            |
| 2004 | Pekin                                      | Irina Słucka                               | Shizuka Arakawa                            | Joannie Rochette                           | [ 1 ]                                      |
| 2005 | Tokio                                      | Mao Asada                                  | Irina Słucka                               | Yukari Nakano                              | [ 2 ]                                      |
| 2006 | Petersburg                                 | Kim Yu-na                                  | Mao Asada                                  | Sarah Meier                                | [ 3 ]                                      |
| 2007 | Turyn                                      | Kim Yu-na                                  | Mao Asada                                  | Carolina Kostner                           | [ 4 ]                                      |
| 2008 | Goyang                                     | Mao Asada                                  | Kim Yu-na                                  | Carolina Kostner                           | [ 5 ]                                      |
| 2009 | Tokio                                      | Kim Yu-na                                  | Miki Andō                                  | Akiko Suzuki                               | [ 6 ]                                      |
| 2010 | Pekin                                      | Alissa Czisny                              | Carolina Kostner                           | Kanako Murakami                            | [ 7 ]                                      |
| 2011 | Québec                                     | Carolina Kostner                           | Akiko Suzuki                               | Alona Leonowa                              | [ 8 ]                                      |
| 2012 | Soczi                                      | Mao Asada                                  | Ashley Wagner                              | Akiko Suzuki                               | [ 9 ]                                      |
| 2013 | Fukuoka                                    | Mao Asada                                  | Julija Lipnicka                            | Ashley Wagner                              | [ 10 ]                                     |
| 2014 | Barcelona                                  | Jelizawieta Tuktamyszewa                   | Jelena Radionowa                           | Ashley Wagner                              | [ 11 ]                                     |
| 2015 | Barcelona                                  | Jewgienija Miedwiediewa                    | Satoko Miyahara                            | Jelena Radionowa                           | [ 12 ]                                     |
| 2016 | Marsylia                                   | Jewgienija Miedwiediewa                    | Satoko Miyahara                            | Anna Pogoriła                              | [ 13 ]                                     |
| 2017 | Nagoya                                     | Alina Zagitowa                             | Marija Sotskowa                            | Kaetlyn Osmond                             | [ 14 ]                                     |
| 2018 | Vancouver                                  | Rika Kihira                                | Alina Zagitowa                             | Jelizawieta Tuktamyszewa                   | [ 20 ]                                     |
| 2019 | Turyn                                      | Alona Kostornoj                            | Anna Szczerbakowa                          | Aleksandra Trusowa                         | [ 21 ]                                     |
| 2020 | Zawody odwołano z powodu pandemii COVID-19 | Zawody odwołano z powodu pandemii COVID-19 | Zawody odwołano z powodu pandemii COVID-19 | Zawody odwołano z powodu pandemii COVID-19 | Zawody odwołano z powodu pandemii COVID-19 |
| 2021 | Zawody odwołano z powodu pandemii COVID-19 | Zawody odwołano z powodu pandemii COVID-19 | Zawody odwołano z powodu pandemii COVID-19 | Zawody odwołano z powodu pandemii COVID-19 | Zawody odwołano z powodu pandemii COVID-19 |
| 2022 | Turyn                                      | Mai Mihara                                 | Isabeau Levito                             | Loena Hendrickx                            | [ 22 ]                                     |
| 2023 | Pekin                                      | Kaori Sakamoto                             | Loena Hendrickx                            | Hana Yoshida                               | [ 23 ]                                     |
| 2024 | Grenoble                                   | Amber Glenn                                | Mone Chiba                                 | Kaori Sakamoto                             | [ 24 ]                                     |

### Pary sportowe
| Rok  | Miasto                                     | Złoto                                      | Srebro                                     | Brąz                                       | Źr.                                        |
| ---- | ------------------------------------------ | ------------------------------------------ | ------------------------------------------ | ------------------------------------------ | ------------------------------------------ |
| 1995 | Paryż                                      | Jewgienija Szyszkowa / Wadim Naumow        | Marina Jelcowa / Andriej Buszkow           | Mandy Wötzel / Ingo Steuer                 |                                            |
| 1996 | Hamilton                                   | Mandy Wötzel / Ingo Steuer                 | Oksana Kazakowa / Artur Dmitrijew          | Marina Jelcowa / Andriej Buszkow           |                                            |
| 1997 | Monachium                                  | Jelena Bierieżna / Anton Sicharulidze      | Mandy Wötzel / Ingo Steuer                 | Oksana Kazakowa / Artur Dmitrijew          |                                            |
| 1998 | Petersburg                                 | Shen Xue / Zhao Hongbo                     | Jelena Bierieżna / Anton Sicharulidze      | Marija Pietrowa / Aleksiej Tichonow        |                                            |
| 1999 | Lyon                                       | Shen Xue / Zhao Hongbo                     | Sarah Abitbol / Stéphane Bernadis          | Jelena Bierieżna / Anton Sicharulidze      |                                            |
| 2000 | Tokio                                      | Jamie Salé / David Pelletier               | Jelena Bierieżna / Anton Sicharulidze      | Shen Xue / Zhao Hongbo                     |                                            |
| 2001 | Kitchener                                  | Jamie Salé / David Pelletier               | Jelena Bierieżna / Anton Sicharulidze      | Shen Xue / Zhao Hongbo                     |                                            |
| 2002 | Petersburg                                 | Tatjana Tot´mianina / Maksim Marinin       | Shen Xue / Zhao Hongbo                     | Marija Pietrowa / Aleksiej Tichonow        |                                            |
| 2003 | Colorado Springs                           | Shen Xue / Zhao Hongbo                     | Tatjana Tot´mianina / Maksim Marinin       | Marija Pietrowa / Aleksiej Tichonow        |                                            |
| 2004 | Pekin                                      | Shen Xue / Zhao Hongbo                     | Marija Pietrowa / Aleksiej Tichonow        | Pang Qing / Tong Jian                      | [ 1 ]                                      |
| 2005 | Tokio                                      | Tatjana Tot´mianina / Maksim Marinin       | Zhang Dan / Zhang Hao                      | Alona Sawczenko / Robin Szolkowy           | [ 2 ]                                      |
| 2006 | Petersburg                                 | Shen Xue / Zhao Hongbo                     | Alona Sawczenko / Robin Szolkowy           | Zhang Dan / Zhang Hao                      | [ 3 ]                                      |
| 2007 | Turyn                                      | Alona Sawczenko / Robin Szolkowy           | Zhang Dan / Zhang Hao                      | Pang Qing / Tong Jian                      | [ 4 ]                                      |
| 2008 | Goyang                                     | Pang Qing / Tong Jian                      | Zhang Dan / Zhang Hao                      | Alona Sawczenko / Robin Szolkowy           | [ 5 ]                                      |
| 2009 | Tokio                                      | Shen Xue / Zhao Hongbo                     | Pang Qing / Tong Jian                      | Alona Sawczenko / Robin Szolkowy           | [ 6 ]                                      |
| 2010 | Pekin                                      | Alona Sawczenko / Robin Szolkowy           | Pang Qing / Tong Jian                      | Sui Wenjing / Han Cong                     | [ 7 ]                                      |
| 2011 | Québec                                     | Alona Sawczenko / Robin Szolkowy           | Tetiana Wołosożar / Maksim Trańkow         | Yūko Kawaguchi / Aleksandr Smirnow         | [ 8 ]                                      |
| 2012 | Soczi                                      | Tetiana Wołosożar / Maksim Trańkow         | Wiera Bazarowa / Jurij Łarionow            | Pang Qing / Tong Jian                      | [ 9 ]                                      |
| 2013 | Fukuoka                                    | Alona Sawczenko / Robin Szolkowy           | Tetiana Wołosożar / Maksim Trańkow         | Pang Qing / Tong Jian                      | [ 10 ]                                     |
| 2014 | Barcelona                                  | Meagan Duhamel / Eric Radford              | Ksienija Stołbowa / Fiodor Klimow          | Sui Wenjing / Han Cong                     | [ 11 ]                                     |
| 2015 | Barcelona                                  | Ksienija Stołbowa / Fiodor Klimow          | Meagan Duhamel / Eric Radford              | Yūko Kawaguchi / Aleksandr Smirnow         | [ 12 ]                                     |
| 2016 | Marsylia                                   | Jewgienija Tarasowa / Władimir Morozow     | Yu Xiaoyu / Zhang Hao                      | Meagan Duhamel / Eric Radford              | [ 13 ]                                     |
| 2017 | Nagoya                                     | Alona Sawczenko / Bruno Massot             | Sui Wenjing / Han Cong                     | Meagan Duhamel / Eric Radford              | [ 14 ]                                     |
| 2018 | Vancouver                                  | Vanessa James / Morgan Ciprès              | Peng Cheng / Jin Yang                      | Jewgienija Tarasowa / Władimir Morozow     | [ 25 ]                                     |
| 2019 | Turyn                                      | Sui Wenjing / Han Cong                     | Peng Cheng / Jin Yang                      | Anastasija Miszyna / Aleksandr Gallamow    | [ 26 ]                                     |
| 2020 | Zawody odwołano z powodu pandemii COVID-19 | Zawody odwołano z powodu pandemii COVID-19 | Zawody odwołano z powodu pandemii COVID-19 | Zawody odwołano z powodu pandemii COVID-19 | Zawody odwołano z powodu pandemii COVID-19 |
| 2021 | Zawody odwołano z powodu pandemii COVID-19 | Zawody odwołano z powodu pandemii COVID-19 | Zawody odwołano z powodu pandemii COVID-19 | Zawody odwołano z powodu pandemii COVID-19 | Zawody odwołano z powodu pandemii COVID-19 |
| 2022 | Turyn                                      | Riku Miura / Ryuichi Kihara                | Alexa Knierim / Brandon Frazier            | Sara Conti / Niccolò Macii                 | [ 27 ]                                     |
| 2023 | Pekin                                      | Minerva Fabienne Hase / Nikita Wołodin     | Sara Conti / Niccolò Macii                 | Deanna Stellato-Dudek / Maxime Deschamps   | [ 28 ]                                     |
| 2024 | Grenoble                                   | Minerva Fabienne Hase / Nikita Wołodin     | Riku Miura / Ryuichi Kihara                | Anastasija Mietiołkina / Łuka Bieruława    | [ 29 ]                                     |

### Pary taneczne
| Rok  | Miasto                                     | Złoto                                      | Srebro                                     | Brąz                                       | Źr.                                        |
| ---- | ------------------------------------------ | ------------------------------------------ | ------------------------------------------ | ------------------------------------------ | ------------------------------------------ |
| 1995 | Paryż                                      | Oksana Griszczuk / Jewgienij Płatow        | Anżelika Kryłowa / Oleg Owsiannikow        | Marina Anisina / Gwendal Peizerat          |                                            |
| 1996 | Hamilton                                   | Shae-Lynn Bourne / Victor Kraatz           | Anżelika Kryłowa / Oleg Owsiannikow        | Marina Anisina / Gwendal Peizerat          |                                            |
| 1997 | Monachium                                  | Oksana Griszczuk / Jewgienij Płatow        | Shae-Lynn Bourne / Victor Kraatz           | Marina Anisina / Gwendal Peizerat          |                                            |
| 1998 | Petersburg                                 | Anżelika Kryłowa / Oleg Owsiannikow        | Marina Anisina / Gwendal Peizerat          | Irina Łobaczowa / Ilja Awierbuch           |                                            |
| 1999 | Lyon                                       | Marina Anisina / Gwendal Peizerat          | Barbara Fusar-Poli / Maurizio Margaglio    | Margarita Drobiazko / Povilas Vanagas      |                                            |
| 2000 | Tokio                                      | Barbara Fusar-Poli / Maurizio Margaglio    | Irina Łobaczowa / Ilja Awierbuch           | Margarita Drobiazko / Povilas Vanagas      |                                            |
| 2001 | Kitchener                                  | Shae-Lynn Bourne / Victor Kraatz           | Marina Anisina / Gwendal Peizerat          | Margarita Drobiazko / Povilas Vanagas      |                                            |
| 2002 | Petersburg                                 | Irina Łobaczowa / Ilja Awierbuch           | Tatjana Nawka / Roman Kostomarow           | Ałbena Denkowa / Maksim Stawiski           |                                            |
| 2003 | Colorado Springs                           | Tatjana Nawka / Roman Kostomarow           | Ałbena Denkowa / Maksim Stawiski           | Tanith Belbin / Benjamin Agosto            |                                            |
| 2004 | Pekin                                      | Tatjana Nawka / Roman Kostomarow           | Tanith Belbin / Benjamin Agosto            | Ałbena Denkowa / Maksim Stawiski           | [ 1 ]                                      |
| 2005 | Tokio                                      | Tatjana Nawka / Roman Kostomarow           | Ołena Hruszyna / Rusłan Honczarow          | Marie-France Dubreuil / Patrice Lauzon     | [ 2 ]                                      |
| 2006 | Petersburg                                 | Ałbena Denkowa / Maksim Stawiski           | Marie-France Dubreuil / Patrice Lauzon     | Oksana Domnina / Maksim Szabalin           | [ 3 ]                                      |
| 2007 | Turyn                                      | Oksana Domnina / Maksim Szabalin           | Tanith Belbin / Benjamin Agosto            | Isabelle Delobel / Olivier Schoenfelder    | [ 4 ]                                      |
| 2008 | Goyang                                     | Isabelle Delobel / Olivier Schoenfelder    | Oksana Domnina / Maksim Szabalin           | Meryl Davis / Charlie White                | [ 5 ]                                      |
| 2009 | Tokio                                      | Meryl Davis / Charlie White                | Tessa Virtue / Scott Moir                  | Nathalie Péchalat / Fabian Bourzat         | [ 6 ]                                      |
| 2010 | Pekin                                      | Meryl Davis / Charlie White                | Nathalie Péchalat / Fabian Bourzat         | Vanessa Crone / Paul Poirier               | [ 7 ]                                      |
| 2011 | Québec                                     | Meryl Davis / Charlie White                | Tessa Virtue / Scott Moir                  | Nathalie Péchalat / Fabian Bourzat         | [ 8 ]                                      |
| 2012 | Soczi                                      | Meryl Davis / Charlie White                | Tessa Virtue / Scott Moir                  | Nathalie Péchalat / Fabian Bourzat         | [ 9 ]                                      |
| 2013 | Fukuoka                                    | Meryl Davis / Charlie White                | Tessa Virtue / Scott Moir                  | Nathalie Péchalat / Fabian Bourzat         | [ 10 ]                                     |
| 2014 | Barcelona                                  | Kaitlyn Weaver / Andrew Poje               | Madison Chock / Evan Bates                 | Gabriella Papadakis / Guillaume Cizeron    | [ 11 ]                                     |
| 2015 | Barcelona                                  | Kaitlyn Weaver / Andrew Poje               | Madison Chock / Evan Bates                 | Anna Cappellini / Luca Lanotte             | [ 12 ]                                     |
| 2016 | Marsylia                                   | Tessa Virtue / Scott Moir                  | Gabriella Papadakis / Guillaume Cizeron    | Maia Shibutani / Alex Shibutani            | [ 13 ]                                     |
| 2017 | Nagoya                                     | Gabriella Papadakis / Guillaume Cizeron    | Tessa Virtue / Scott Moir                  | Maia Shibutani / Alex Shibutani            | [ 14 ]                                     |
| 2018 | Vancouver                                  | Madison Hubbell / Zachary Donohue          | Wiktorija Sinicyna / Nikita Kacałapow      | Charlène Guignard / Marco Fabbri           | [ 30 ]                                     |
| 2019 | Turyn                                      | Gabriella Papadakis / Guillaume Cizeron    | Madison Chock / Evan Bates                 | Madison Hubbell / Zachary Donohue          | [ 31 ]                                     |
| 2020 | Zawody odwołano z powodu pandemii COVID-19 | Zawody odwołano z powodu pandemii COVID-19 | Zawody odwołano z powodu pandemii COVID-19 | Zawody odwołano z powodu pandemii COVID-19 | Zawody odwołano z powodu pandemii COVID-19 |
| 2021 | Zawody odwołano z powodu pandemii COVID-19 | Zawody odwołano z powodu pandemii COVID-19 | Zawody odwołano z powodu pandemii COVID-19 | Zawody odwołano z powodu pandemii COVID-19 | Zawody odwołano z powodu pandemii COVID-19 |
| 2022 | Turyn                                      | Piper Gilles / Paul Poirier                | Madison Chock / Evan Bates                 | Charlène Guignard / Marco Fabbri           | [ 32 ]                                     |
| 2023 | Pekin                                      | Madison Chock / Evan Bates                 | Charlène Guignard / Marco Fabbri           | Piper Gilles / Paul Poirier                | [ 33 ]                                     |
| 2024 | Grenoble                                   | Madison Chock / Evan Bates                 | Charlène Guignard / Marco Fabbri           | Lilah Fear / Lewis Gibson                  | [ 34 ]                                     |